# Mercedes-Benz L 710
Der Mercedes-Benz L 710 ist ein zweiachsiger Kurzhauber-Lastkraftwagen der Marke Mercedes-Benz, der ab 1961 im Mercedes-Benz-Werk Mannheim gebaut wurde. Von 1961 bis 1963 hieß das Fahrzeug L 323. Beim L 710 handelt es sich um den kleinsten Mercedes-Benz-Kurzhauber, der allerdings auch als Frontlenker gebaut wurde. Die erst später eingeführten Allradmodelle wurden von Werk nur als Kipper oder Fahrgestell, nicht jedoch als Pritschen-Lkw ausgeliefert.

## Modellübersicht
- L 710: Basismodell, Pritsche, Hinterradantrieb
- LK 710: Kipper, Hinterradantrieb
- LA 710: Fahrgestell, Allradantrieb
- LAK 710: Kipper, Allradantrieb
- LS 710: Zugmaschine, Hinterradantrieb
- LP 323: Frontlenker, Hinterradantrieb
- LPS 323: Frontlenkerzugmaschine, Hinterradantrieb

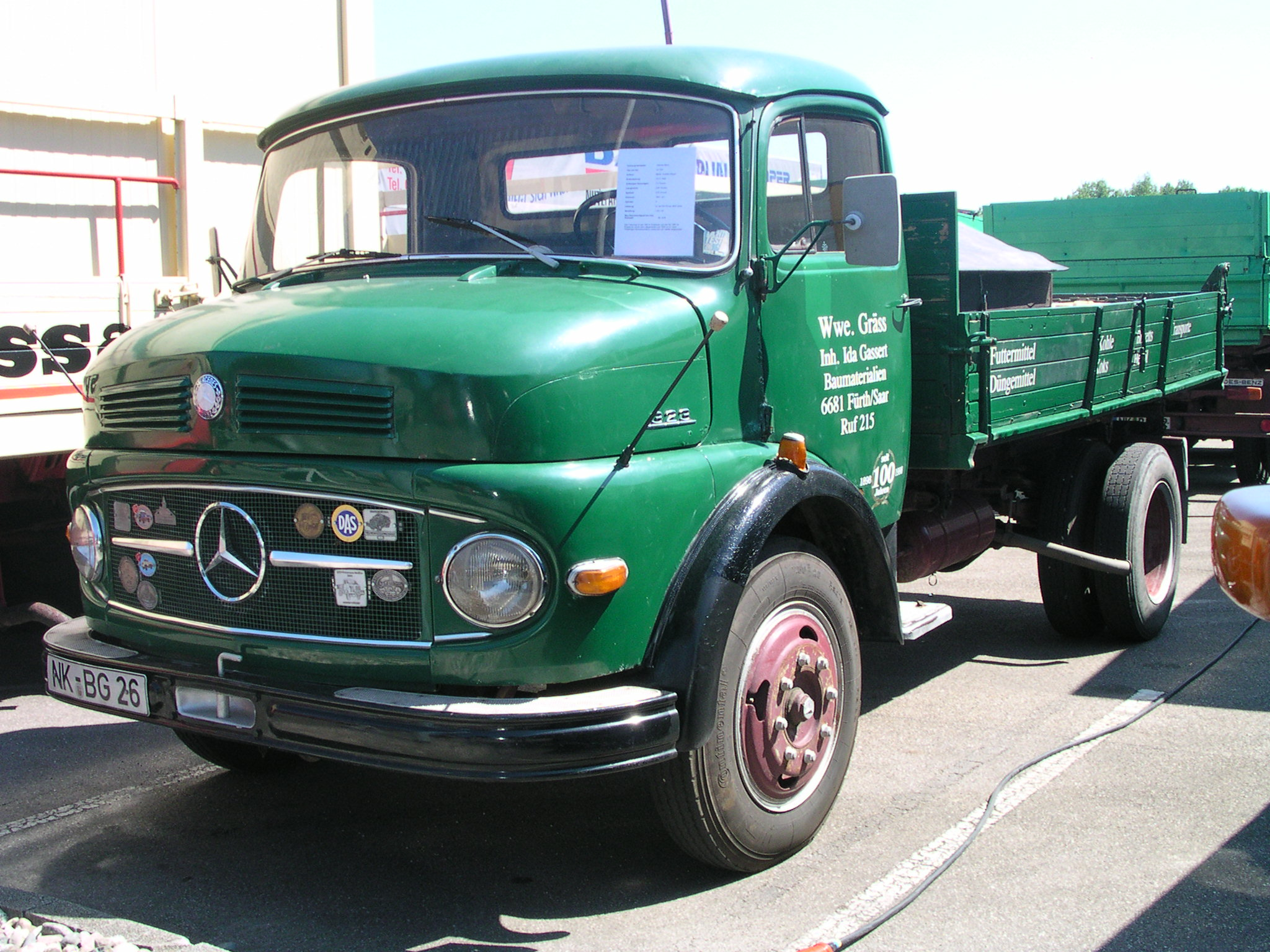
L 323
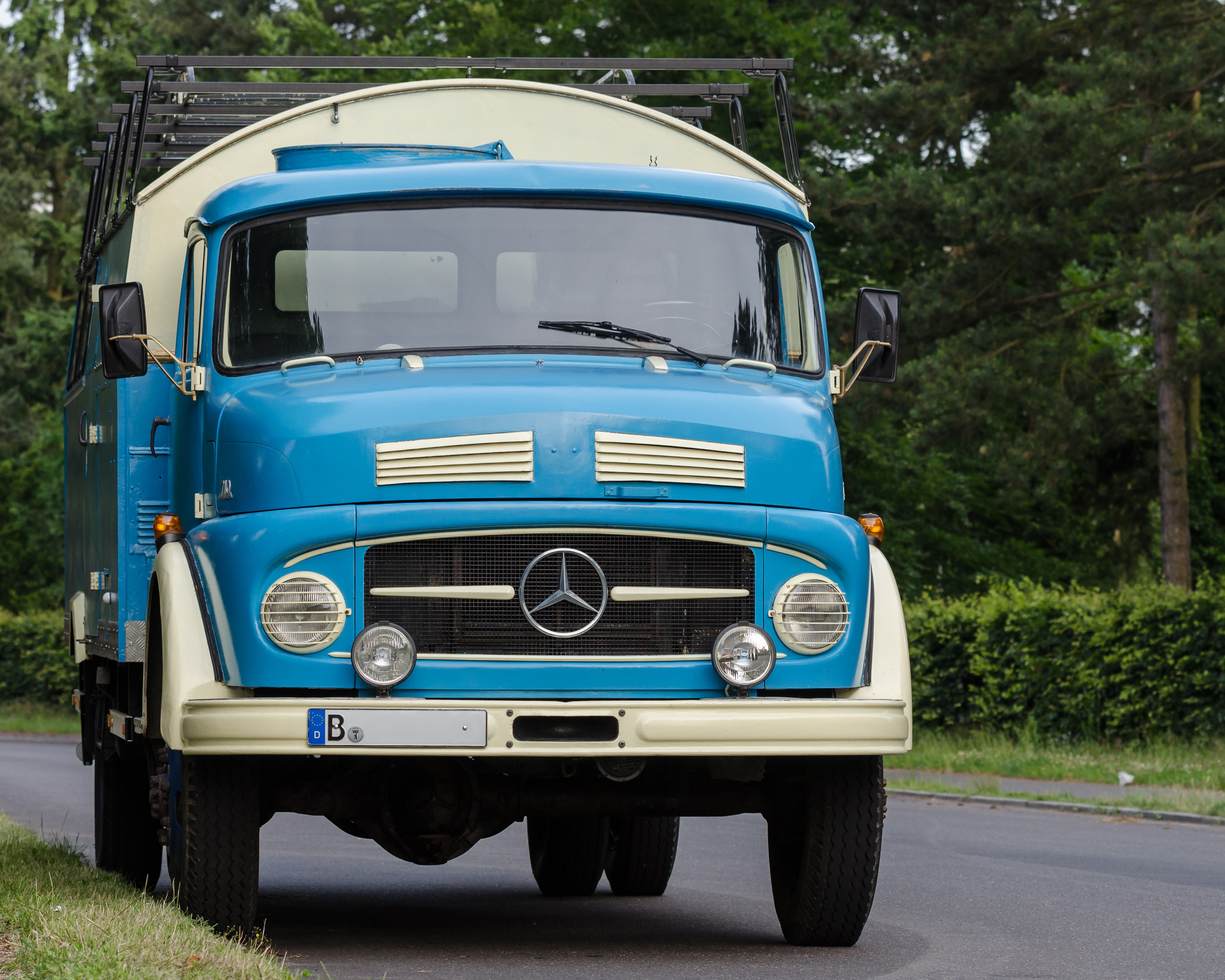
LA 710
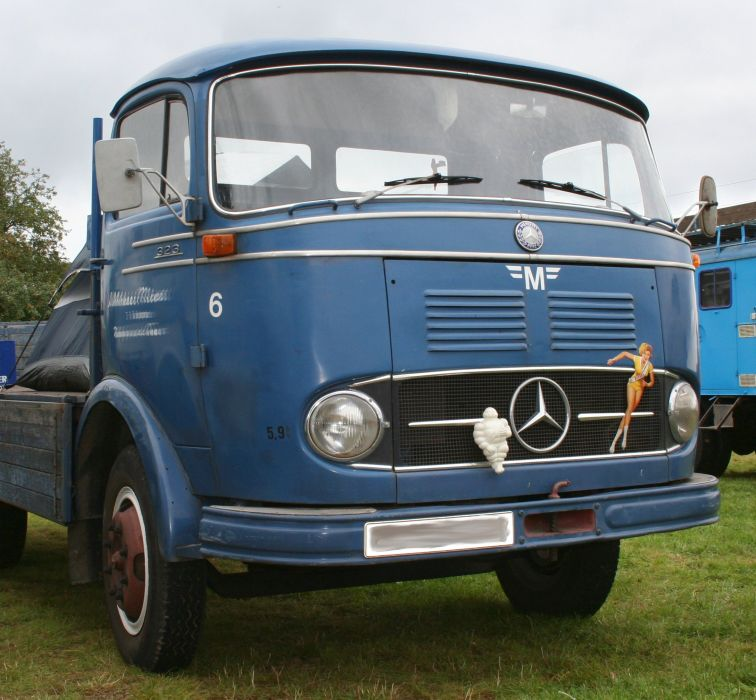
LP 323
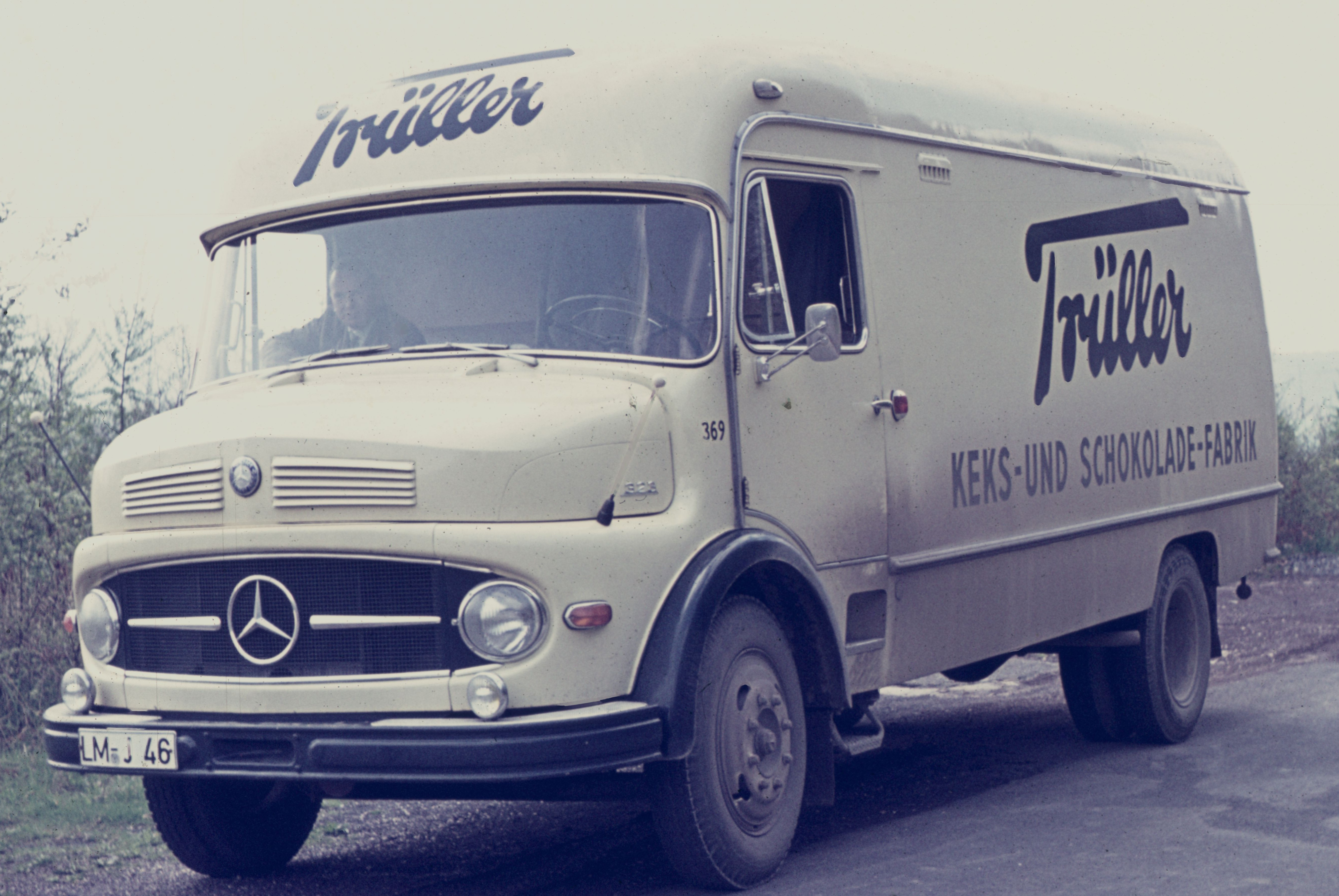
Mercedes-Benz 323 Kastenwagen (1963)

## Technik

### Fahrwerk und Kraftübertragung
Der L 710 ist ein zweiachsiger Lastkraftwagen mit Leiterrahmen und vorderer und hinterer Starrachse. Angeboten wurden vier verschiedene Radstände, von 3200 bis 4830 mm. Die Achsen sind jeweils an zwei Halbelliptikblattfedern aufgehängt, die Hinterachse ist darüber hinaus mit zwei progressiv wirkenden Zusatzfedern versehen, während die Vorderachse zusätzlich Teleskopstoßdämpfer hat. Die Vorderachse ist einfachbereift, die Hinterachse ist mit Zwillingsbereifung ausgestattet. Bei den Rädern handelt es sich um Stahlscheibenräder. Die Reifen der Größe 7,5-20 werden auf geteilte Schrägschulterfelgen der Größe 6,0-20 aufgezogen. Zulieferer für die Bremsanlage waren neben Daimler-Benz selbst die Firmen Bosch und Teves. Bei der Bremsanlage handelt es sich um eine hydraulische Bremsanlage mit Einkammerdruckluftbremshilfe, die Bremskraft wirkt auf Bremstrommeln mit einem Durchmesser von 400 mm an allen vier Rädern. Die Handbremse ist mechanisch und wirkt auf die Bremsen der Hinterräder. Hersteller der Lenkung ist Daimler-Benz, es handelt sich um eine Kugelumlauflenkung mit ungeteilter Spurstange. Alle Fahrzeuge waren sowohl als Links- als auch als Rechtslenker lieferbar.
Die Kraft wird vom Motor über eine Einscheibentrockenkupplung des Typs Fichtel & Sachs H 32 auf das Getriebe übertragen. Das Getriebe ist ein unsynchronisiertes Fünfganggetriebe von Daimler-Benz, das mit dem Motor verblockt ist. Geschaltet wird es mit einem neben dem Fahrersitz befindlichen Schalthebel. Später war nurmehr ein vollsynchronisiertes Getriebe mit ebenfalls fünf Gängen erhältlich. Vom Getriebe wird die Antriebskraft über eine zweiteilige Gelenkwelle auf ein Kegelrad-Achsgetriebe mit Palloidverzahnung übertragen, das die Kraft auf die Hinterachse überträgt. Allradgetriebene Modelle haben als Kraftübertragungselement drei Gelenkwellen.

### Motoren

#### OM 312
Der Motor ist in den ersten Fahrzeugen der Mercedes-Benz OM 312, ein stehender Reihen-Sechszylinder-Viertakt-Dieselmotor mit zwei Ventilen pro Zylinder, Vorkammereinspritzung und Wasserkühlung. Der Zylinderblock aus legiertem Grauguss und das geteilte Kurbelgehäuse sind aus einem Guss. Bei einer Zylinderbohrung von 90 mm und einem Kolbenhub von 120 mm hat der Motor einen Gesamthubraum von 4580 cm³. In den Zylindern laufen geschmiedete Kolben aus Leichtmetall von Mahle mit jeweils vier Kompressionsringen und zwei Ölabstreifringen. Der erste Kompressionsring ist verchromt. Die Kraft wird über schräggeteilte Pleuel aus Vergütungsstahl mit Doppel-T-Querschnitt auf eine geschmiedete und an den Lagerstellen gehärtete, siebenfach gelagerte Kurbelwelle übertragen. Pleuel und Kurbelwelle haben Bleibronze-Gleitlager mit Stahlstützschalen. Die Kurbelwelle ist mit Schwingungsdämpfern versehen.
Im Kurbelgehäuse läuft eine vierfach in Gleitlagern gelagerte Nockenwelle aus Vergütungsstahl, die über schrägverzahnte Stirnräder angetrieben wird. Sie betätigt über Stoßstangen und Kipphebel die hängenden Ventile. Jeder Zylinder hat ein Ein- und ein Auslassventil.
Die Druckumlaufschmierung arbeitet mit Zahnradölpumpe im Ölsumpf und einem Ölfilter im Hauptstrom. Der Kraftstoff wird durch einen Filzrohrfilter gereinigt und mit einer Einspritzpumpe des Typs Bosch PES 6 A70 B 410 RS 64/7 durch Einspritzdüsen des Typs Bosch DNO SD 211 in die Vorkammern eingespritzt. Die Einspritzpumpe hat einen Fliehkraftregler. Die Luft wird mit einem Ölbadluftfilter gereinigt, das Saugrohr wird von oben durch die Zylinderkopfhaube geführt. Gekühlt wird der Motor mit einem Röhrenkühler, dessen warme Abluft ein Ventilator fortbläst.

#### OM 352
Der OM 312 wurde im Produktionsverlauf durch den OM 352 ersetzt. Der OM 352 ist ebenfalls ein Reihen-Sechszylinder-Viertakt-Dieselmotor mit zwei Ventilen und Wasserkühlung, wesentlicher Unterschied zum OM 312 ist neben dem vergrößerten Hubraum die Direkteinspritzung in die Kolbenmulde. Der Zylinderblock des Motors ist aus Molybdän-Chrom-legiertem Sondergusseisen gegossen, das Kurbelgehäuse ist aus legiertem Sondergrauguss hergestellt. Bei einer Zylinderbohrung von 97 mm und einem Kolbenhub von 128 mm hat der Motor einen Gesamthubraum von 5675 cm³. Die Kolben sind geschmiedete Kolben aus Leichtmetall von Mahle mit jeweils drei Kompressionsringen und zwei Ölabstreifringen. Die Kraft wird über schräggeteilte Pleuel aus Vergütungsstahl mit Doppel-T-Querschnitt auf eine geschmiedete und an den Lagerstellen gehärtete, siebenfach gelagerte Kurbelwelle übertragen. Pleuel und Kurbelwelle haben Dreistofflager mit Stahlstützschalen. Die Kurbelwelle ist mit Gegengewichten und Schwingungsdämpfern versehen.
Im Kurbelgehäuse läuft eine vierfach in Gleitlagern gelagerte Nockenwelle aus gehärtetem Vergütungsstahl, die über schrägverzahnte Stirnräder von der Kurbelwelle angetrieben wird. Sie betätigt über Stoßstangen und Kipphebel die hängenden Ventile. Jeder Zylinder hat ein Ein- und ein Auslassventil. Der alle Zylinder abdeckende Zylinderkopf aus Molybdän-Chrom-legiertem Sondergusseisen ist mit einer asbesthaltigen Zylinderkopfdichtung zum Zylinderblock hin abgedichtet.
Die Druckumlaufschmierung arbeitet mit einer Zahnradölpumpe im Ölsumpf und einem Ölfilter im Hauptstrom sowie einem Ölfilter im Nebenstrom. Der Kraftstoff wird durch einen Filzrohrfilter gereinigt und mit einer Einspritzpumpe des Typs Bosch PES 6 A70 C 410 RS 2085 durch Einspritzdüsen des Typs Bosch DLLA 150 S 187 in die Kolbenmulden einspritzt. Die Einspritzpumpe hat einen Fliehkraftdrehzahlregler. Die Luft wird mit einem Ölbadluftfilter gereinigt. Gekühlt wird der Motor mit einem Röhrenkühler, dessen warme Abluft ein Ventilator fortbläst.

## Technische Daten

### 1961
| Kenngrößen                                     | L 323                                                                                              | L 323                                                                                              | L 323                                                                                              | LK 323                                                                                             | LP 323                                                                                             | LP 323                                                                                             | LP 323                                                                                             | LP 323                                                                                             | LPS 323                                                                                            | LPS 323                                                                                            | LS 323                                                                                             | LS 323                                                                                             |
| Abmessungen und Gewichte                       | Abmessungen und Gewichte                                                                           | Abmessungen und Gewichte                                                                           | Abmessungen und Gewichte                                                                           | Abmessungen und Gewichte                                                                           | Abmessungen und Gewichte                                                                           | Abmessungen und Gewichte                                                                           | Abmessungen und Gewichte                                                                           | Abmessungen und Gewichte                                                                           | Abmessungen und Gewichte                                                                           | Abmessungen und Gewichte                                                                           | Abmessungen und Gewichte                                                                           | Abmessungen und Gewichte                                                                           |
| ---------------------------------------------- | -------------------------------------------------------------------------------------------------- | -------------------------------------------------------------------------------------------------- | -------------------------------------------------------------------------------------------------- | -------------------------------------------------------------------------------------------------- | -------------------------------------------------------------------------------------------------- | -------------------------------------------------------------------------------------------------- | -------------------------------------------------------------------------------------------------- | -------------------------------------------------------------------------------------------------- | -------------------------------------------------------------------------------------------------- | -------------------------------------------------------------------------------------------------- | -------------------------------------------------------------------------------------------------- | -------------------------------------------------------------------------------------------------- |
| Radstand (mm)                                  | 3600                                                                                               | 4200                                                                                               | 4830                                                                                               | 3600                                                                                               | 3200                                                                                               | 3600                                                                                               | 4200                                                                                               | 4830                                                                                               | 3200                                                                                               | 3600                                                                                               | 3200                                                                                               | 3600                                                                                               |
| Länge (mm)                                     | 6175                                                                                               | 6875                                                                                               | 7875                                                                                               | 6045                                                                                               | 6330                                                                                               | 7330                                                                                               | 7725                                                                                               | 8825                                                                                               | 5655                                                                                               | 6055                                                                                               | 5445                                                                                               | 5845                                                                                               |
| Breite (mm)                                    | 2340                                                                                               | 2340                                                                                               | 2340                                                                                               | 2340                                                                                               | 2500                                                                                               | 2500                                                                                               | 2500                                                                                               | 2500                                                                                               | 2500                                                                                               | 2500                                                                                               | 2340                                                                                               | 2340                                                                                               |
| Höhe (mm)                                      | 2355                                                                                               | 2355                                                                                               | 2355                                                                                               | 2355                                                                                               | 2455                                                                                               | 2455                                                                                               | 2455                                                                                               | 2455                                                                                               | 2455                                                                                               | 2455                                                                                               | 2355                                                                                               | 2355                                                                                               |
| Spurweite vorne (mm)                           | 1905                                                                                               | 1905                                                                                               | 1905                                                                                               | 1905                                                                                               | 1905                                                                                               | 1905                                                                                               | 1905                                                                                               | 1905                                                                                               | 1905                                                                                               | 1905                                                                                               | 1905                                                                                               | 1905                                                                                               |
| Spurweite hinten (mm)                          | 1705                                                                                               | 1705                                                                                               | 1705                                                                                               | 1705                                                                                               | 1705                                                                                               | 1705                                                                                               | 1705                                                                                               | 1705                                                                                               | 1705                                                                                               | 1705                                                                                               | 1705                                                                                               | 1705                                                                                               |
| Bodenfreiheit (mm)                             | 240                                                                                                | 240                                                                                                | 240                                                                                                | 240                                                                                                | 240                                                                                                | 240                                                                                                | 240                                                                                                | 240                                                                                                | 240                                                                                                | 240                                                                                                | 240                                                                                                | 240                                                                                                |
| Wendekreisdurchmesser (m)                      | 13,6                                                                                               | 15,2                                                                                               | 16,9                                                                                               | 13,6                                                                                               | 12,8                                                                                               | 13,9                                                                                               | 15,5                                                                                               | 17,2                                                                                               | 12,8                                                                                               | 13,9                                                                                               | 12,6                                                                                               | 13,6                                                                                               |
| Leergewicht (kg)                               | 3350                                                                                               | 3430                                                                                               | 3560                                                                                               | 3870                                                                                               | 3430                                                                                               | 3500                                                                                               | Abhängig vom Aufbau                                                                                | Abhängig vom Aufbau                                                                                | 2895                                                                                               | 2925                                                                                               | 2935                                                                                               | 2955                                                                                               |
| Nutzlast (kg)                                  | 4050                                                                                               | 3970                                                                                               | 3840                                                                                               | 3530                                                                                               | 3970                                                                                               | 3900                                                                                               | Abhängig vom Aufbau                                                                                | Abhängig vom Aufbau                                                                                | 4505                                                                                               | 4475                                                                                               | 4465                                                                                               | 4445                                                                                               |
| Maximal zulässige Gesamtmasse (kg)             | 7400                                                                                               | 7400                                                                                               | 7400                                                                                               | 7400                                                                                               | 7400                                                                                               | 7400                                                                                               | 7400                                                                                               | 7400                                                                                               | 7400                                                                                               | 7400                                                                                               | 7400                                                                                               | 7400                                                                                               |
| Antriebsstrang                                 | | | | | | | | | | | | |
| Kupplung                                       | Einscheibentrockenkupplung Fichtel & Sachs H 32                                                    | Einscheibentrockenkupplung Fichtel & Sachs H 32                                                    | Einscheibentrockenkupplung Fichtel & Sachs H 32                                                    | Einscheibentrockenkupplung Fichtel & Sachs H 32                                                    | Einscheibentrockenkupplung Fichtel & Sachs H 32                                                    | Einscheibentrockenkupplung Fichtel & Sachs H 32                                                    | Einscheibentrockenkupplung Fichtel & Sachs H 32                                                    | Einscheibentrockenkupplung Fichtel & Sachs H 32                                                    | Einscheibentrockenkupplung Fichtel & Sachs H 32                                                    | Einscheibentrockenkupplung Fichtel & Sachs H 32                                                    | Einscheibentrockenkupplung Fichtel & Sachs H 32                                                    | Einscheibentrockenkupplung Fichtel & Sachs H 32                                                    |
| Getriebe                                       | Manuelles Fünfganggetriebe von Daimler-Benz, nicht synchronisiert                                  | Manuelles Fünfganggetriebe von Daimler-Benz, nicht synchronisiert                                  | Manuelles Fünfganggetriebe von Daimler-Benz, nicht synchronisiert                                  | Manuelles Fünfganggetriebe von Daimler-Benz, nicht synchronisiert                                  | Manuelles Fünfganggetriebe von Daimler-Benz, nicht synchronisiert                                  | Manuelles Fünfganggetriebe von Daimler-Benz, nicht synchronisiert                                  | Manuelles Fünfganggetriebe von Daimler-Benz, nicht synchronisiert                                  | Manuelles Fünfganggetriebe von Daimler-Benz, nicht synchronisiert                                  | Manuelles Fünfganggetriebe von Daimler-Benz, nicht synchronisiert                                  | Manuelles Fünfganggetriebe von Daimler-Benz, nicht synchronisiert                                  | Manuelles Fünfganggetriebe von Daimler-Benz, nicht synchronisiert                                  | Manuelles Fünfganggetriebe von Daimler-Benz, nicht synchronisiert                                  |
| Antrieb auf                                    | Hinterräder                                                                                        | Hinterräder                                                                                        | Hinterräder                                                                                        | Hinterräder                                                                                        | Hinterräder                                                                                        | Hinterräder                                                                                        | Hinterräder                                                                                        | Hinterräder                                                                                        | Hinterräder                                                                                        | Hinterräder                                                                                        | Hinterräder                                                                                        | Hinterräder                                                                                        |
| Getriebeübersetzungen                          | 1. Gang: 7,37 2. Gang: 4,23 3. Gang: 2,49 4. Gang: 1,56 5. Gang: 1,00 R. Gang: 7,15                | 1. Gang: 7,37 2. Gang: 4,23 3. Gang: 2,49 4. Gang: 1,56 5. Gang: 1,00 R. Gang: 7,15                | 1. Gang: 7,37 2. Gang: 4,23 3. Gang: 2,49 4. Gang: 1,56 5. Gang: 1,00 R. Gang: 7,15                | 1. Gang: 7,37 2. Gang: 4,23 3. Gang: 2,49 4. Gang: 1,56 5. Gang: 1,00 R. Gang: 7,15                | 1. Gang: 7,37 2. Gang: 4,23 3. Gang: 2,49 4. Gang: 1,56 5. Gang: 1,00 R. Gang: 7,15                | 1. Gang: 7,37 2. Gang: 4,23 3. Gang: 2,49 4. Gang: 1,56 5. Gang: 1,00 R. Gang: 7,15                | 1. Gang: 7,37 2. Gang: 4,23 3. Gang: 2,49 4. Gang: 1,56 5. Gang: 1,00 R. Gang: 7,15                | 1. Gang: 7,37 2. Gang: 4,23 3. Gang: 2,49 4. Gang: 1,56 5. Gang: 1,00 R. Gang: 7,15                | 1. Gang: 7,37 2. Gang: 4,23 3. Gang: 2,49 4. Gang: 1,56 5. Gang: 1,00 R. Gang: 7,15                | 1. Gang: 7,37 2. Gang: 4,23 3. Gang: 2,49 4. Gang: 1,56 5. Gang: 1,00 R. Gang: 7,15                | 1. Gang: 7,37 2. Gang: 4,23 3. Gang: 2,49 4. Gang: 1,56 5. Gang: 1,00 R. Gang: 7,15                | 1. Gang: 7,37 2. Gang: 4,23 3. Gang: 2,49 4. Gang: 1,56 5. Gang: 1,00 R. Gang: 7,15                |
| Übersetzung vom Getriebe zur Hinterachse       | 5,72                                                                                               | 5,72                                                                                               | 5,72                                                                                               | 5,72                                                                                               | 5,72                                                                                               | 5,72                                                                                               | 5,72                                                                                               | 5,72                                                                                               | 5,72                                                                                               | 5,72                                                                                               | 5,72                                                                                               | 5,72                                                                                               |
| Höchstgeschwindigkeit (km/h)                   | 88,7                                                                                               | 88,7                                                                                               | 88,7                                                                                               | 88,7                                                                                               | 88,7                                                                                               | 88,7                                                                                               | 88,7                                                                                               | 88,7                                                                                               | 88,7                                                                                               | 88,7                                                                                               | 88,7                                                                                               | 88,7                                                                                               |
| Wirksame Gesamtbremsfläche (cm²)               | 2005                                                                                               | 2005                                                                                               | 2005                                                                                               | 2005                                                                                               | 2005                                                                                               | 2005                                                                                               | 2005                                                                                               | 2005                                                                                               | 2005                                                                                               | 2005                                                                                               | 2005                                                                                               | 2005                                                                                               |
| Motor                                          | | | | | | | | | | | | |
| Motortyp                                       | Mercedes-Benz OM 312                                                                               | Mercedes-Benz OM 312                                                                               | Mercedes-Benz OM 312                                                                               | Mercedes-Benz OM 312                                                                               | Mercedes-Benz OM 312                                                                               | Mercedes-Benz OM 312                                                                               | Mercedes-Benz OM 312                                                                               | Mercedes-Benz OM 312                                                                               | Mercedes-Benz OM 312                                                                               | Mercedes-Benz OM 312                                                                               | Mercedes-Benz OM 312                                                                               | Mercedes-Benz OM 312                                                                               |
| Motoraufbau                                    | Sechszylinder-Reihen-Viertakt-Dieselmotor                                                          | Sechszylinder-Reihen-Viertakt-Dieselmotor                                                          | Sechszylinder-Reihen-Viertakt-Dieselmotor                                                          | Sechszylinder-Reihen-Viertakt-Dieselmotor                                                          | Sechszylinder-Reihen-Viertakt-Dieselmotor                                                          | Sechszylinder-Reihen-Viertakt-Dieselmotor                                                          | Sechszylinder-Reihen-Viertakt-Dieselmotor                                                          | Sechszylinder-Reihen-Viertakt-Dieselmotor                                                          | Sechszylinder-Reihen-Viertakt-Dieselmotor                                                          | Sechszylinder-Reihen-Viertakt-Dieselmotor                                                          | Sechszylinder-Reihen-Viertakt-Dieselmotor                                                          | Sechszylinder-Reihen-Viertakt-Dieselmotor                                                          |
| Gemischbildung                                 | Vorkammereinspritzung                                                                              | Vorkammereinspritzung                                                                              | Vorkammereinspritzung                                                                              | Vorkammereinspritzung                                                                              | Vorkammereinspritzung                                                                              | Vorkammereinspritzung                                                                              | Vorkammereinspritzung                                                                              | Vorkammereinspritzung                                                                              | Vorkammereinspritzung                                                                              | Vorkammereinspritzung                                                                              | Vorkammereinspritzung                                                                              | Vorkammereinspritzung                                                                              |
| Ventilsteuerung                                | OHV-Ventilsteuerung, zwei Ventile                                                                  | OHV-Ventilsteuerung, zwei Ventile                                                                  | OHV-Ventilsteuerung, zwei Ventile                                                                  | OHV-Ventilsteuerung, zwei Ventile                                                                  | OHV-Ventilsteuerung, zwei Ventile                                                                  | OHV-Ventilsteuerung, zwei Ventile                                                                  | OHV-Ventilsteuerung, zwei Ventile                                                                  | OHV-Ventilsteuerung, zwei Ventile                                                                  | OHV-Ventilsteuerung, zwei Ventile                                                                  | OHV-Ventilsteuerung, zwei Ventile                                                                  | OHV-Ventilsteuerung, zwei Ventile                                                                  | OHV-Ventilsteuerung, zwei Ventile                                                                  |
| Kühlung                                        | Wasserkühlung                                                                                      | Wasserkühlung                                                                                      | Wasserkühlung                                                                                      | Wasserkühlung                                                                                      | Wasserkühlung                                                                                      | Wasserkühlung                                                                                      | Wasserkühlung                                                                                      | Wasserkühlung                                                                                      | Wasserkühlung                                                                                      | Wasserkühlung                                                                                      | Wasserkühlung                                                                                      | Wasserkühlung                                                                                      |
| Bohrung × Hub                                  | 90 × 120 mm                                                                                        | 90 × 120 mm                                                                                        | 90 × 120 mm                                                                                        | 90 × 120 mm                                                                                        | 90 × 120 mm                                                                                        | 90 × 120 mm                                                                                        | 90 × 120 mm                                                                                        | 90 × 120 mm                                                                                        | 90 × 120 mm                                                                                        | 90 × 120 mm                                                                                        | 90 × 120 mm                                                                                        | 90 × 120 mm                                                                                        |
| Hubraum                                        | 4580 cm³                                                                                           | 4580 cm³                                                                                           | 4580 cm³                                                                                           | 4580 cm³                                                                                           | 4580 cm³                                                                                           | 4580 cm³                                                                                           | 4580 cm³                                                                                           | 4580 cm³                                                                                           | 4580 cm³                                                                                           | 4580 cm³                                                                                           | 4580 cm³                                                                                           | 4580 cm³                                                                                           |
| Nennleistung nach DIN 70020                    | 100 DIN-PS / 74 kW bei 3000 min−1                                                                  | 100 DIN-PS / 74 kW bei 3000 min−1                                                                  | 100 DIN-PS / 74 kW bei 3000 min−1                                                                  | 100 DIN-PS / 74 kW bei 3000 min−1                                                                  | 100 DIN-PS / 74 kW bei 3000 min−1                                                                  | 100 DIN-PS / 74 kW bei 3000 min−1                                                                  | 100 DIN-PS / 74 kW bei 3000 min−1                                                                  | 100 DIN-PS / 74 kW bei 3000 min−1                                                                  | 100 DIN-PS / 74 kW bei 3000 min−1                                                                  | 100 DIN-PS / 74 kW bei 3000 min−1                                                                  | 100 DIN-PS / 74 kW bei 3000 min−1                                                                  | 100 DIN-PS / 74 kW bei 3000 min−1                                                                  |
| Maximales Drehmoment nach DIN 70020            | 27 kpm / 265 Nm bei 1600 min−1                                                                     | 27 kpm / 265 Nm bei 1600 min−1                                                                     | 27 kpm / 265 Nm bei 1600 min−1                                                                     | 27 kpm / 265 Nm bei 1600 min−1                                                                     | 27 kpm / 265 Nm bei 1600 min−1                                                                     | 27 kpm / 265 Nm bei 1600 min−1                                                                     | 27 kpm / 265 Nm bei 1600 min−1                                                                     | 27 kpm / 265 Nm bei 1600 min−1                                                                     | 27 kpm / 265 Nm bei 1600 min−1                                                                     | 27 kpm / 265 Nm bei 1600 min−1                                                                     | 27 kpm / 265 Nm bei 1600 min−1                                                                     | 27 kpm / 265 Nm bei 1600 min−1                                                                     |
| Mittlere Kolbengeschwindigkeit                 | 12 m/s                                                                                             | 12 m/s                                                                                             | 12 m/s                                                                                             | 12 m/s                                                                                             | 12 m/s                                                                                             | 12 m/s                                                                                             | 12 m/s                                                                                             | 12 m/s                                                                                             | 12 m/s                                                                                             | 12 m/s                                                                                             | 12 m/s                                                                                             | 12 m/s                                                                                             |
| Verdichtungsverhältnis                         | 19,8:1                                                                                             | 19,8:1                                                                                             | 19,8:1                                                                                             | 19,8:1                                                                                             | 19,8:1                                                                                             | 19,8:1                                                                                             | 19,8:1                                                                                             | 19,8:1                                                                                             | 19,8:1                                                                                             | 19,8:1                                                                                             | 19,8:1                                                                                             | 19,8:1                                                                                             |
| Mittlerer Arbeitsdruck                         | 726 kPa (7,26 bar)                                                                                 | 726 kPa (7,26 bar)                                                                                 | 726 kPa (7,26 bar)                                                                                 | 726 kPa (7,26 bar)                                                                                 | 726 kPa (7,26 bar)                                                                                 | 726 kPa (7,26 bar)                                                                                 | 726 kPa (7,26 bar)                                                                                 | 726 kPa (7,26 bar)                                                                                 | 726 kPa (7,26 bar)                                                                                 | 726 kPa (7,26 bar)                                                                                 | 726 kPa (7,26 bar)                                                                                 | 726 kPa (7,26 bar)                                                                                 |
| Einspritzdruck                                 | 127–137 bar                                                                                        | 127–137 bar                                                                                        | 127–137 bar                                                                                        | 127–137 bar                                                                                        | 127–137 bar                                                                                        | 127–137 bar                                                                                        | 127–137 bar                                                                                        | 127–137 bar                                                                                        | 127–137 bar                                                                                        | 127–137 bar                                                                                        | 127–137 bar                                                                                        | 127–137 bar                                                                                        |
| Zündfolge                                      | 1-5-3-6-2-4                                                                                        | 1-5-3-6-2-4                                                                                        | 1-5-3-6-2-4                                                                                        | 1-5-3-6-2-4                                                                                        | 1-5-3-6-2-4                                                                                        | 1-5-3-6-2-4                                                                                        | 1-5-3-6-2-4                                                                                        | 1-5-3-6-2-4                                                                                        | 1-5-3-6-2-4                                                                                        | 1-5-3-6-2-4                                                                                        | 1-5-3-6-2-4                                                                                        | 1-5-3-6-2-4                                                                                        |
| Einlassventil öffnet                           | 29° vor oberem Totpunkt                                                                            | 29° vor oberem Totpunkt                                                                            | 29° vor oberem Totpunkt                                                                            | 29° vor oberem Totpunkt                                                                            | 29° vor oberem Totpunkt                                                                            | 29° vor oberem Totpunkt                                                                            | 29° vor oberem Totpunkt                                                                            | 29° vor oberem Totpunkt                                                                            | 29° vor oberem Totpunkt                                                                            | 29° vor oberem Totpunkt                                                                            | 29° vor oberem Totpunkt                                                                            | 29° vor oberem Totpunkt                                                                            |
| Einlassventil schließt                         | 55,9° nach unterem Totpunkt                                                                        | 55,9° nach unterem Totpunkt                                                                        | 55,9° nach unterem Totpunkt                                                                        | 55,9° nach unterem Totpunkt                                                                        | 55,9° nach unterem Totpunkt                                                                        | 55,9° nach unterem Totpunkt                                                                        | 55,9° nach unterem Totpunkt                                                                        | 55,9° nach unterem Totpunkt                                                                        | 55,9° nach unterem Totpunkt                                                                        | 55,9° nach unterem Totpunkt                                                                        | 55,9° nach unterem Totpunkt                                                                        | 55,9° nach unterem Totpunkt                                                                        |
| Auslassventil öffnet                           | 51,4° vor unterem Totpunkt                                                                         | 51,4° vor unterem Totpunkt                                                                         | 51,4° vor unterem Totpunkt                                                                         | 51,4° vor unterem Totpunkt                                                                         | 51,4° vor unterem Totpunkt                                                                         | 51,4° vor unterem Totpunkt                                                                         | 51,4° vor unterem Totpunkt                                                                         | 51,4° vor unterem Totpunkt                                                                         | 51,4° vor unterem Totpunkt                                                                         | 51,4° vor unterem Totpunkt                                                                         | 51,4° vor unterem Totpunkt                                                                         | 51,4° vor unterem Totpunkt                                                                         |
| Auslassventil schließt                         | 24,3° nach oberem Totpunkt                                                                         | 24,3° nach oberem Totpunkt                                                                         | 24,3° nach oberem Totpunkt                                                                         | 24,3° nach oberem Totpunkt                                                                         | 24,3° nach oberem Totpunkt                                                                         | 24,3° nach oberem Totpunkt                                                                         | 24,3° nach oberem Totpunkt                                                                         | 24,3° nach oberem Totpunkt                                                                         | 24,3° nach oberem Totpunkt                                                                         | 24,3° nach oberem Totpunkt                                                                         | 24,3° nach oberem Totpunkt                                                                         | 24,3° nach oberem Totpunkt                                                                         |
| Motormasse                                     | 385 kg                                                                                             | 385 kg                                                                                             | 385 kg                                                                                             | 385 kg                                                                                             | 385 kg                                                                                             | 385 kg                                                                                             | 385 kg                                                                                             | 385 kg                                                                                             | 385 kg                                                                                             | 385 kg                                                                                             | 385 kg                                                                                             | 385 kg                                                                                             |
| Motorabmessungen (Länge × Breite × Höhe in mm) | 927 × 660 × 1048                                                                                   | 927 × 660 × 1048                                                                                   | 927 × 660 × 1048                                                                                   | 927 × 660 × 1048                                                                                   | 927 × 660 × 1048                                                                                   | 927 × 660 × 1048                                                                                   | 927 × 660 × 1048                                                                                   | 927 × 660 × 1048                                                                                   | 927 × 660 × 1048                                                                                   | 927 × 660 × 1048                                                                                   | 927 × 660 × 1048                                                                                   | 927 × 660 × 1048                                                                                   |
| Ölverbrauch (ml/100 km)                        | 200                                                                                                | 200                                                                                                | 200                                                                                                | 200                                                                                                | 200                                                                                                | 200                                                                                                | 200                                                                                                | 200                                                                                                | 200                                                                                                | 200                                                                                                | 200                                                                                                | 200                                                                                                |
| Kraftstoffverbrauch nach DIN 70030 (l/100 km)  | 14,5                                                                                               | 14,5                                                                                               | 14,5                                                                                               | 14,5                                                                                               | 14,5                                                                                               | 14,5                                                                                               | 14,5                                                                                               | 14,5                                                                                               | Abhängig vom Auflieger                                                                             | Abhängig vom Auflieger                                                                             | Abhängig vom Auflieger                                                                             | Abhängig vom Auflieger                                                                             |
| Füllmengen                                     | | | | | | | | | | | | |
| Füllmenge des Kraftstoffbehälters (l)          | 100                                                                                                | 100                                                                                                | 100                                                                                                | 100                                                                                                | 100                                                                                                | 100                                                                                                | 100                                                                                                | 100                                                                                                | 100                                                                                                | 100                                                                                                | 100                                                                                                | 100                                                                                                |
| Füllmenge der Ölwanne (l)                      | 7–9                                                                                                | 7–9                                                                                                | 7–9                                                                                                | 7–9                                                                                                | 7–9                                                                                                | 7–9                                                                                                | 7–9                                                                                                | 7–9                                                                                                | 7–9                                                                                                | 7–9                                                                                                | 7–9                                                                                                | 7–9                                                                                                |
| Füllmenge des Kühlsystems (l)                  | 24                                                                                                 | 24                                                                                                 | 24                                                                                                 | 24                                                                                                 | 21                                                                                                 | 21                                                                                                 | 21                                                                                                 | 21                                                                                                 | 24                                                                                                 | 24                                                                                                 | 24                                                                                                 | 24                                                                                                 |
| Füllmenge des Getriebegehäuses (l)             | 3,7                                                                                                | 3,7                                                                                                | 3,7                                                                                                | 3,7                                                                                                | 3,7                                                                                                | 3,7                                                                                                | 3,7                                                                                                | 3,7                                                                                                | 3,7                                                                                                | 3,7                                                                                                | 3,7                                                                                                | 3,7                                                                                                |
| Elektrische Anlage                             | | | | | | | | | | | | |
| Glühkerzen                                     | Heizleistung 36 W                                                                                  | Heizleistung 36 W                                                                                  | Heizleistung 36 W                                                                                  | Heizleistung 36 W                                                                                  | Heizleistung 36 W                                                                                  | Heizleistung 36 W                                                                                  | Heizleistung 36 W                                                                                  | Heizleistung 36 W                                                                                  | Heizleistung 36 W                                                                                  | Heizleistung 36 W                                                                                  | Heizleistung 36 W                                                                                  | Heizleistung 36 W                                                                                  |
| Anlasser                                       | 12-V-Schubankeranlasser Bosch BNG 4/12 CR 201 (elektromagnetisch betätigt)                         | 12-V-Schubankeranlasser Bosch BNG 4/12 CR 201 (elektromagnetisch betätigt)                         | 12-V-Schubankeranlasser Bosch BNG 4/12 CR 201 (elektromagnetisch betätigt)                         | 12-V-Schubankeranlasser Bosch BNG 4/12 CR 201 (elektromagnetisch betätigt)                         | 12-V-Schubankeranlasser Bosch BNG 4/12 CR 201 (elektromagnetisch betätigt)                         | 12-V-Schubankeranlasser Bosch BNG 4/12 CR 201 (elektromagnetisch betätigt)                         | 12-V-Schubankeranlasser Bosch BNG 4/12 CR 201 (elektromagnetisch betätigt)                         | 12-V-Schubankeranlasser Bosch BNG 4/12 CR 201 (elektromagnetisch betätigt)                         | 12-V-Schubankeranlasser Bosch BNG 4/12 CR 201 (elektromagnetisch betätigt)                         | 12-V-Schubankeranlasser Bosch BNG 4/12 CR 201 (elektromagnetisch betätigt)                         | 12-V-Schubankeranlasser Bosch BNG 4/12 CR 201 (elektromagnetisch betätigt)                         | 12-V-Schubankeranlasser Bosch BNG 4/12 CR 201 (elektromagnetisch betätigt)                         |
| Lichtmaschine                                  | Bosch LJ/GG 240/12-2400 R1 (12 V, 240 W) Antrieb über Keilriemen ab Kurbelwellendrehzahl 928 min−1 | Bosch LJ/GG 240/12-2400 R1 (12 V, 240 W) Antrieb über Keilriemen ab Kurbelwellendrehzahl 928 min−1 | Bosch LJ/GG 240/12-2400 R1 (12 V, 240 W) Antrieb über Keilriemen ab Kurbelwellendrehzahl 928 min−1 | Bosch LJ/GG 240/12-2400 R1 (12 V, 240 W) Antrieb über Keilriemen ab Kurbelwellendrehzahl 928 min−1 | Bosch LJ/GG 240/12-2400 R1 (12 V, 240 W) Antrieb über Keilriemen ab Kurbelwellendrehzahl 928 min−1 | Bosch LJ/GG 240/12-2400 R1 (12 V, 240 W) Antrieb über Keilriemen ab Kurbelwellendrehzahl 928 min−1 | Bosch LJ/GG 240/12-2400 R1 (12 V, 240 W) Antrieb über Keilriemen ab Kurbelwellendrehzahl 928 min−1 | Bosch LJ/GG 240/12-2400 R1 (12 V, 240 W) Antrieb über Keilriemen ab Kurbelwellendrehzahl 928 min−1 | Bosch LJ/GG 240/12-2400 R1 (12 V, 240 W) Antrieb über Keilriemen ab Kurbelwellendrehzahl 928 min−1 | Bosch LJ/GG 240/12-2400 R1 (12 V, 240 W) Antrieb über Keilriemen ab Kurbelwellendrehzahl 928 min−1 | Bosch LJ/GG 240/12-2400 R1 (12 V, 240 W) Antrieb über Keilriemen ab Kurbelwellendrehzahl 928 min−1 | Bosch LJ/GG 240/12-2400 R1 (12 V, 240 W) Antrieb über Keilriemen ab Kurbelwellendrehzahl 928 min−1 |
| Batterie                                       | 1 × Bleisäureakkumulator 12 V, 135 Ah                                                              | 1 × Bleisäureakkumulator 12 V, 135 Ah                                                              | 1 × Bleisäureakkumulator 12 V, 135 Ah                                                              | 1 × Bleisäureakkumulator 12 V, 135 Ah                                                              | 1 × Bleisäureakkumulator 12 V, 135 Ah                                                              | 1 × Bleisäureakkumulator 12 V, 135 Ah                                                              | 1 × Bleisäureakkumulator 12 V, 135 Ah                                                              | 1 × Bleisäureakkumulator 12 V, 135 Ah                                                              | 1 × Bleisäureakkumulator 12 V, 135 Ah                                                              | 1 × Bleisäureakkumulator 12 V, 135 Ah                                                              | 1 × Bleisäureakkumulator 12 V, 135 Ah                                                              | 1 × Bleisäureakkumulator 12 V, 135 Ah                                                              |

### 1966
| Kenngrößen                                    | L 710                                                                                               | L 710                                                                                               | L 710                                                                                               | LK 710                                                                                              | LA 710                                                                                              | LA 710                                                                                              | LAK 710                                                                                             | LS 710                                                                                              |
| Abmessungen und Gewichte                      | Abmessungen und Gewichte                                                                            | Abmessungen und Gewichte                                                                            | Abmessungen und Gewichte                                                                            | Abmessungen und Gewichte                                                                            | Abmessungen und Gewichte                                                                            | Abmessungen und Gewichte                                                                            | Abmessungen und Gewichte                                                                            | Abmessungen und Gewichte                                                                            |
| --------------------------------------------- | --------------------------------------------------------------------------------------------------- | --------------------------------------------------------------------------------------------------- | --------------------------------------------------------------------------------------------------- | --------------------------------------------------------------------------------------------------- | --------------------------------------------------------------------------------------------------- | --------------------------------------------------------------------------------------------------- | --------------------------------------------------------------------------------------------------- | --------------------------------------------------------------------------------------------------- |
| Radstand (mm)                                 | 3600                                                                                                | 4200                                                                                                | 4830                                                                                                | 3600                                                                                                | 4200                                                                                                | 3600                                                                                                | 3600                                                                                                | 3600                                                                                                |
| Länge (mm)                                    | 6175                                                                                                | 6875                                                                                                | 7875                                                                                                | 6045                                                                                                | 6875                                                                                                | 6175                                                                                                | 6045                                                                                                | 5720                                                                                                |
| Breite (mm)                                   | 2340                                                                                                | 2340                                                                                                | 2340                                                                                                | 2340                                                                                                | 2380                                                                                                | 2380                                                                                                | 2280                                                                                                | 2250                                                                                                |
| Höhe (mm)                                     | 2355                                                                                                | 2355                                                                                                | 2355                                                                                                | 2355                                                                                                | 2460                                                                                                | 2460                                                                                                | 2460                                                                                                | 2400                                                                                                |
| Spurweite vorne (mm)                          | 1905                                                                                                | 1905                                                                                                | 1905                                                                                                | 1905                                                                                                | 1890                                                                                                | 1890                                                                                                | 1890                                                                                                | 1905                                                                                                |
| Spurweite hinten (mm)                         | 1705                                                                                                | 1705                                                                                                | 1705                                                                                                | 1705                                                                                                | 1705                                                                                                | 1705                                                                                                | 1705                                                                                                | 1705                                                                                                |
| Bodenfreiheit (mm)                            | 240                                                                                                 | 240                                                                                                 | 240                                                                                                 | 240                                                                                                 | 240                                                                                                 | 240                                                                                                 | 240                                                                                                 | 240                                                                                                 |
| Wendekreisdurchmesser (m)                     | 13,6                                                                                                | 15,2                                                                                                | 16,9                                                                                                | 13,6                                                                                                | 17,9                                                                                                | 15,9                                                                                                | 15,9                                                                                                | 13,6                                                                                                |
| Leergewicht (kg)                              | 3350                                                                                                | 3450                                                                                                | 3550                                                                                                | 3850                                                                                                | 3775                                                                                                | 3700                                                                                                | 4220                                                                                                | 2875                                                                                                |
| Nutzlast (kg)                                 | 4140                                                                                                | 4040                                                                                                | 3940                                                                                                | 3640                                                                                                | 3715                                                                                                | 3790                                                                                                | 3270                                                                                                | 4510                                                                                                |
| Maximal zulässige Gesamtmasse (kg)            | 7490                                                                                                | 7490                                                                                                | 7490                                                                                                | 7490                                                                                                | 7490                                                                                                | 7490                                                                                                | 7490                                                                                                | 7490                                                                                                |
| Antriebsstrang                                | | | | | | | | |
| Kupplung                                      | Einscheibentrockenkupplung Fichtel & Sachs                                                          | Einscheibentrockenkupplung Fichtel & Sachs                                                          | Einscheibentrockenkupplung Fichtel & Sachs                                                          | Einscheibentrockenkupplung Fichtel & Sachs                                                          | Einscheibentrockenkupplung Fichtel & Sachs                                                          | Einscheibentrockenkupplung Fichtel & Sachs                                                          | Einscheibentrockenkupplung Fichtel & Sachs                                                          | Einscheibentrockenkupplung Fichtel & Sachs                                                          |
| Getriebe                                      | Manuelles Fünfganggetriebe G32 von Daimler-Benz, vollsynchronisiert                                 | Manuelles Fünfganggetriebe G32 von Daimler-Benz, vollsynchronisiert                                 | Manuelles Fünfganggetriebe G32 von Daimler-Benz, vollsynchronisiert                                 | Manuelles Fünfganggetriebe G32 von Daimler-Benz, vollsynchronisiert                                 | Manuelles Fünfganggetriebe G32 von Daimler-Benz, vollsynchronisiert                                 | Manuelles Fünfganggetriebe G32 von Daimler-Benz, vollsynchronisiert                                 | Manuelles Fünfganggetriebe G32 von Daimler-Benz, vollsynchronisiert                                 | Manuelles Fünfganggetriebe G32 von Daimler-Benz, vollsynchronisiert                                 |
| Antrieb auf                                   | Hinterräder                                                                                         | Hinterräder                                                                                         | Hinterräder                                                                                         | Hinterräder                                                                                         | Alle Räder                                                                                          | Alle Räder                                                                                          | Alle Räder                                                                                          | Hinterräder                                                                                         |
| Getriebeübersetzungen                         | 1. Gang: 8,02 2. Gang: 4,769 3. Gang: 2,754 4. Gang: 1,66 5. Gang: 1,00 R. Gang: 8,29               | 1. Gang: 8,02 2. Gang: 4,769 3. Gang: 2,754 4. Gang: 1,66 5. Gang: 1,00 R. Gang: 8,29               | 1. Gang: 8,02 2. Gang: 4,769 3. Gang: 2,754 4. Gang: 1,66 5. Gang: 1,00 R. Gang: 8,29               | 1. Gang: 8,02 2. Gang: 4,769 3. Gang: 2,754 4. Gang: 1,66 5. Gang: 1,00 R. Gang: 8,29               | 1. Gang: 8,02 2. Gang: 4,769 3. Gang: 2,754 4. Gang: 1,66 5. Gang: 1,00 R. Gang: 8,29               | 1. Gang: 8,02 2. Gang: 4,769 3. Gang: 2,754 4. Gang: 1,66 5. Gang: 1,00 R. Gang: 8,29               | 1. Gang: 8,02 2. Gang: 4,769 3. Gang: 2,754 4. Gang: 1,66 5. Gang: 1,00 R. Gang: 8,29               | 1. Gang: 8,02 2. Gang: 4,769 3. Gang: 2,754 4. Gang: 1,66 5. Gang: 1,00 R. Gang: 8,29               |
| Übersetzung vom Getriebe zur Hinterachse      | 5,714                                                                                               | 5,714                                                                                               | 5,714                                                                                               | 5,714                                                                                               | 5,74                                                                                                | 5,74                                                                                                | 6,857                                                                                               | 5,714                                                                                               |
| Höchstgeschwindigkeit (km/h)                  | 85,9                                                                                                | 85,9                                                                                                | 85,9                                                                                                | 85,9                                                                                                | 82,1                                                                                                | 82,1                                                                                                | 68,6                                                                                                | 85,9                                                                                                |
| Wirksame Gesamtbremsfläche (cm²)              | 2005                                                                                                | 2005                                                                                                | 2005                                                                                                | 2005                                                                                                | 2005                                                                                                | 2005                                                                                                | 2005                                                                                                | 2005                                                                                                |
| Motor                                         | | | | | | | | |
| Motortyp                                      | Mercedes-Benz OM 352                                                                                | Mercedes-Benz OM 352                                                                                | Mercedes-Benz OM 352                                                                                | Mercedes-Benz OM 352                                                                                | Mercedes-Benz OM 352                                                                                | Mercedes-Benz OM 352                                                                                | Mercedes-Benz OM 352                                                                                | Mercedes-Benz OM 352                                                                                |
| Motoraufbau                                   | Sechszylinder-Reihen-Viertakt-Dieselmotor                                                           | Sechszylinder-Reihen-Viertakt-Dieselmotor                                                           | Sechszylinder-Reihen-Viertakt-Dieselmotor                                                           | Sechszylinder-Reihen-Viertakt-Dieselmotor                                                           | Sechszylinder-Reihen-Viertakt-Dieselmotor                                                           | Sechszylinder-Reihen-Viertakt-Dieselmotor                                                           | Sechszylinder-Reihen-Viertakt-Dieselmotor                                                           | Sechszylinder-Reihen-Viertakt-Dieselmotor                                                           |
| Gemischbildung                                | Direkteinspritzung                                                                                  | Direkteinspritzung                                                                                  | Direkteinspritzung                                                                                  | Direkteinspritzung                                                                                  | Direkteinspritzung                                                                                  | Direkteinspritzung                                                                                  | Direkteinspritzung                                                                                  | Direkteinspritzung                                                                                  |
| Ventilsteuerung                               | OHV-Ventilsteuerung, zwei Ventile                                                                   | OHV-Ventilsteuerung, zwei Ventile                                                                   | OHV-Ventilsteuerung, zwei Ventile                                                                   | OHV-Ventilsteuerung, zwei Ventile                                                                   | OHV-Ventilsteuerung, zwei Ventile                                                                   | OHV-Ventilsteuerung, zwei Ventile                                                                   | OHV-Ventilsteuerung, zwei Ventile                                                                   | OHV-Ventilsteuerung, zwei Ventile                                                                   |
| Kühlung                                       | Wasserkühlung                                                                                       | Wasserkühlung                                                                                       | Wasserkühlung                                                                                       | Wasserkühlung                                                                                       | Wasserkühlung                                                                                       | Wasserkühlung                                                                                       | Wasserkühlung                                                                                       | Wasserkühlung                                                                                       |
| Bohrung × Hub                                 | 97 × 128 mm                                                                                         | 97 × 128 mm                                                                                         | 97 × 128 mm                                                                                         | 97 × 128 mm                                                                                         | 97 × 128 mm                                                                                         | 97 × 128 mm                                                                                         | 97 × 128 mm                                                                                         | 97 × 128 mm                                                                                         |
| Hubraum                                       | 5675 cm³                                                                                            | 5675 cm³                                                                                            | 5675 cm³                                                                                            | 5675 cm³                                                                                            | 5675 cm³                                                                                            | 5675 cm³                                                                                            | 5675 cm³                                                                                            | 5675 cm³                                                                                            |
| Nennleistung nach DIN 70020                   | 100 DIN-PS / 74 kW bei 2900 min−1                                                                   | 100 DIN-PS / 74 kW bei 2900 min−1                                                                   | 100 DIN-PS / 74 kW bei 2900 min−1                                                                   | 100 DIN-PS / 74 kW bei 2900 min−1                                                                   | 100 DIN-PS / 74 kW bei 2900 min−1                                                                   | 100 DIN-PS / 74 kW bei 2900 min−1                                                                   | 100 DIN-PS / 74 kW bei 2900 min−1                                                                   | 100 DIN-PS / 74 kW bei 2900 min−1                                                                   |
| Maximales Drehmoment nach DIN 70020           | 28 kpm / 275 Nm bei 1600 min−1                                                                      | 28 kpm / 275 Nm bei 1600 min−1                                                                      | 28 kpm / 275 Nm bei 1600 min−1                                                                      | 28 kpm / 275 Nm bei 1600 min−1                                                                      | 28 kpm / 275 Nm bei 1600 min−1                                                                      | 28 kpm / 275 Nm bei 1600 min−1                                                                      | 28 kpm / 275 Nm bei 1600 min−1                                                                      | 28 kpm / 275 Nm bei 1600 min−1                                                                      |
| Mittlere Kolbengeschwindigkeit                | 12,4 m/s                                                                                            | 12,4 m/s                                                                                            | 12,4 m/s                                                                                            | 12,4 m/s                                                                                            | 12,4 m/s                                                                                            | 12,4 m/s                                                                                            | 12,4 m/s                                                                                            | 12,4 m/s                                                                                            |
| Verdichtungsverhältnis                        | 17:1                                                                                                | 17:1                                                                                                | 17:1                                                                                                | 17:1                                                                                                | 17:1                                                                                                | 17:1                                                                                                | 17:1                                                                                                | 17:1                                                                                                |
| Mittlerer Arbeitsdruck                        | 608 kPa (6,08 bar)                                                                                  | 608 kPa (6,08 bar)                                                                                  | 608 kPa (6,08 bar)                                                                                  | 608 kPa (6,08 bar)                                                                                  | 608 kPa (6,08 bar)                                                                                  | 608 kPa (6,08 bar)                                                                                  | 608 kPa (6,08 bar)                                                                                  | 608 kPa (6,08 bar)                                                                                  |
| Einspritzdruck                                | 196 bar                                                                                             | 196 bar                                                                                             | 196 bar                                                                                             | 196 bar                                                                                             | 196 bar                                                                                             | 196 bar                                                                                             | 196 bar                                                                                             | 196 bar                                                                                             |
| Zündfolge                                     | 1-5-3-6-2-4                                                                                         | 1-5-3-6-2-4                                                                                         | 1-5-3-6-2-4                                                                                         | 1-5-3-6-2-4                                                                                         | 1-5-3-6-2-4                                                                                         | 1-5-3-6-2-4                                                                                         | 1-5-3-6-2-4                                                                                         | 1-5-3-6-2-4                                                                                         |
| Einlassventil öffnet                          | 29° vor oberem Totpunkt                                                                             | 29° vor oberem Totpunkt                                                                             | 29° vor oberem Totpunkt                                                                             | 29° vor oberem Totpunkt                                                                             | 29° vor oberem Totpunkt                                                                             | 29° vor oberem Totpunkt                                                                             | 29° vor oberem Totpunkt                                                                             | 29° vor oberem Totpunkt                                                                             |
| Einlassventil schließt                        | 55,9° nach unterem Totpunkt                                                                         | 55,9° nach unterem Totpunkt                                                                         | 55,9° nach unterem Totpunkt                                                                         | 55,9° nach unterem Totpunkt                                                                         | 55,9° nach unterem Totpunkt                                                                         | 55,9° nach unterem Totpunkt                                                                         | 55,9° nach unterem Totpunkt                                                                         | 55,9° nach unterem Totpunkt                                                                         |
| Auslassventil öffnet                          | 54° vor unterem Totpunkt                                                                            | 54° vor unterem Totpunkt                                                                            | 54° vor unterem Totpunkt                                                                            | 54° vor unterem Totpunkt                                                                            | 54° vor unterem Totpunkt                                                                            | 54° vor unterem Totpunkt                                                                            | 54° vor unterem Totpunkt                                                                            | 54° vor unterem Totpunkt                                                                            |
| Auslassventil schließt                        | 20,8° nach oberem Totpunkt                                                                          | 20,8° nach oberem Totpunkt                                                                          | 20,8° nach oberem Totpunkt                                                                          | 20,8° nach oberem Totpunkt                                                                          | 20,8° nach oberem Totpunkt                                                                          | 20,8° nach oberem Totpunkt                                                                          | 20,8° nach oberem Totpunkt                                                                          | 20,8° nach oberem Totpunkt                                                                          |
| Motormasse                                    | 410 kg                                                                                              | 410 kg                                                                                              | 410 kg                                                                                              | 410 kg                                                                                              | 410 kg                                                                                              | 410 kg                                                                                              | 410 kg                                                                                              | 410 kg                                                                                              |
| Ölverbrauch (ml/100 km)                       | 200                                                                                                 | 200                                                                                                 | 200                                                                                                 | 200                                                                                                 | 200                                                                                                 | 200                                                                                                 | 200                                                                                                 | 200                                                                                                 |
| Kraftstoffverbrauch nach DIN 70030 (l/100 km) | 12,5                                                                                                | 12,5                                                                                                | 12,5                                                                                                | 12,5                                                                                                | 13,7                                                                                                | 13,7                                                                                                | 13,7                                                                                                | Abhängig vom Auflieger                                                                              |
| Füllmengen                                    | | | | | | | | |
| Füllmenge des Kraftstoffbehälters (l)         | 100                                                                                                 | 100                                                                                                 | 100                                                                                                 | 100                                                                                                 | 100                                                                                                 | 100                                                                                                 | 100                                                                                                 | 100                                                                                                 |
| Füllmenge der Ölwanne (l)                     | 7–9                                                                                                 | 7–9                                                                                                 | 7–9                                                                                                 | 7–9                                                                                                 | 7–9                                                                                                 | 7–9                                                                                                 | 7–9                                                                                                 | 7–9                                                                                                 |
| Füllmenge des Kühlsystems (l)                 | 24                                                                                                  | 24                                                                                                  | 24                                                                                                  | 24                                                                                                  | 24                                                                                                  | 24                                                                                                  | 24                                                                                                  | 24                                                                                                  |
| Füllmenge des Getriebegehäuses (l)            | 3,7                                                                                                 | 3,7                                                                                                 | 3,7                                                                                                 | 3,7                                                                                                 | 3,7                                                                                                 | 3,7                                                                                                 | 3,7                                                                                                 | 3,7                                                                                                 |
| Elektrische Anlage                            | | | | | | | | |
| Anlasser                                      | 12-V-Schubankeranlasser Bosch 0001401049 (elektromagnetisch betätigt)                               | 12-V-Schubankeranlasser Bosch 0001401049 (elektromagnetisch betätigt)                               | 12-V-Schubankeranlasser Bosch 0001401049 (elektromagnetisch betätigt)                               | 12-V-Schubankeranlasser Bosch 0001401049 (elektromagnetisch betätigt)                               | 12-V-Schubankeranlasser Bosch 0001401049 (elektromagnetisch betätigt)                               | 12-V-Schubankeranlasser Bosch 0001401049 (elektromagnetisch betätigt)                               | 12-V-Schubankeranlasser Bosch 0001401049 (elektromagnetisch betätigt)                               | 12-V-Schubankeranlasser Bosch 0001401049 (elektromagnetisch betätigt)                               |
| Lichtmaschine                                 | Bosch LJ/GG 240/12-2400 R16 (12 V, 240 W) Antrieb über Keilriemen ab Kurbelwellendrehzahl 928 min−1 | Bosch LJ/GG 240/12-2400 R16 (12 V, 240 W) Antrieb über Keilriemen ab Kurbelwellendrehzahl 928 min−1 | Bosch LJ/GG 240/12-2400 R16 (12 V, 240 W) Antrieb über Keilriemen ab Kurbelwellendrehzahl 928 min−1 | Bosch LJ/GG 240/12-2400 R16 (12 V, 240 W) Antrieb über Keilriemen ab Kurbelwellendrehzahl 928 min−1 | Bosch LJ/GG 240/12-2400 R16 (12 V, 240 W) Antrieb über Keilriemen ab Kurbelwellendrehzahl 928 min−1 | Bosch LJ/GG 240/12-2400 R16 (12 V, 240 W) Antrieb über Keilriemen ab Kurbelwellendrehzahl 928 min−1 | Bosch LJ/GG 240/12-2400 R16 (12 V, 240 W) Antrieb über Keilriemen ab Kurbelwellendrehzahl 928 min−1 | Bosch LJ/GG 240/12-2400 R16 (12 V, 240 W) Antrieb über Keilriemen ab Kurbelwellendrehzahl 928 min−1 |
| Batterie                                      | 1 × Bleisäureakkumulator 12 V, 143 Ah                                                               | 1 × Bleisäureakkumulator 12 V, 143 Ah                                                               | 1 × Bleisäureakkumulator 12 V, 143 Ah                                                               | 1 × Bleisäureakkumulator 12 V, 143 Ah                                                               | 1 × Bleisäureakkumulator 12 V, 143 Ah                                                               | 1 × Bleisäureakkumulator 12 V, 143 Ah                                                               | 1 × Bleisäureakkumulator 12 V, 143 Ah                                                               | 1 × Bleisäureakkumulator 12 V, 143 Ah                                                               |